# Paula Rengier
Paula Elisabeth Rengier (* 27. Juni 1890 in Rüthen; † 13. Juni 1971 in Paderborn) war eine deutsche Lehrerin, Schulgründerin und Wegbereiterin der Sozialen Arbeit.

## Leben und Wirken

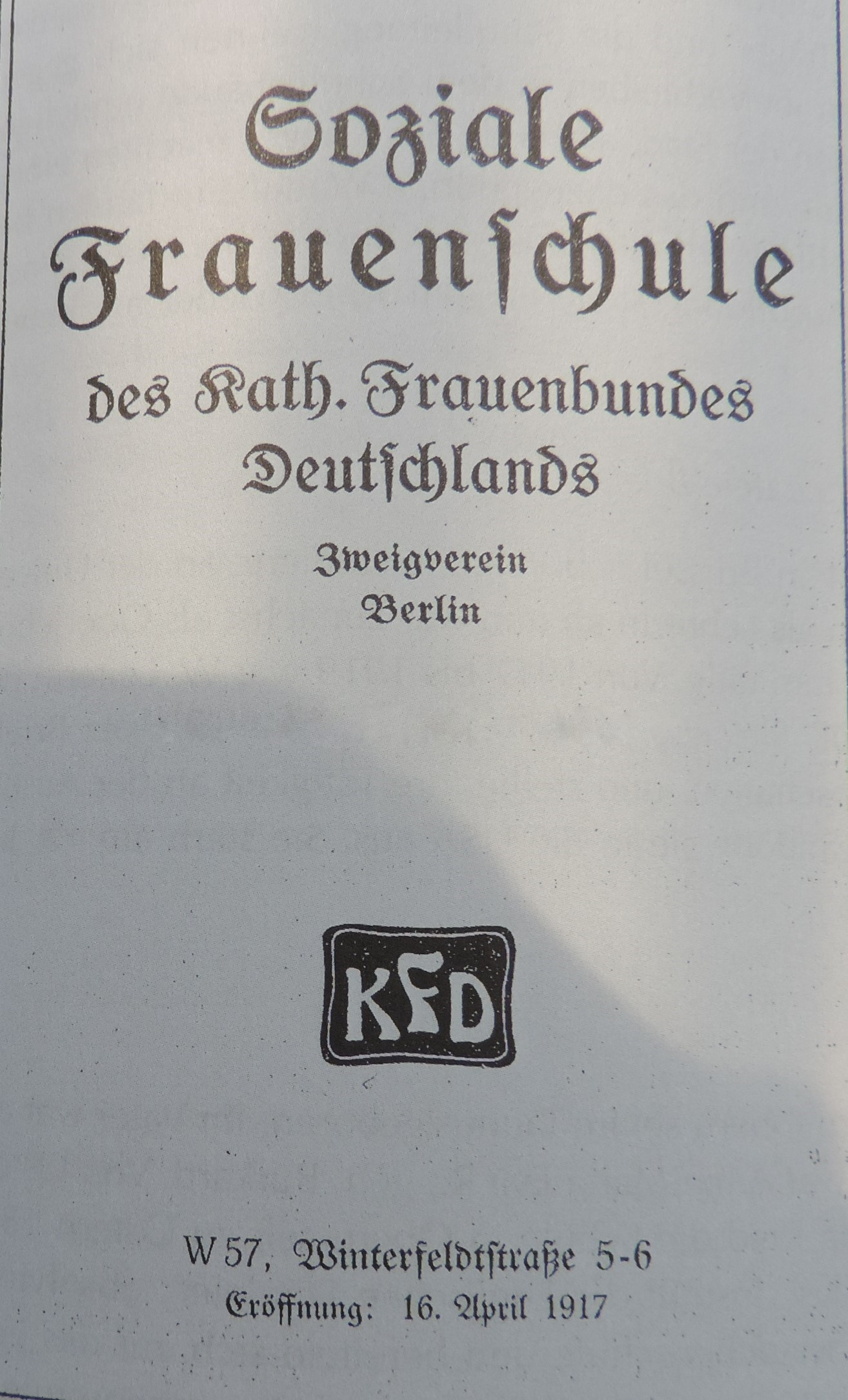
Broschüre der Sozialen Frauenschule, archiviert im Ida-Seele-Archiv

Sie war das zweite von  acht Kindern  des Amtsgerichtssekretärs Antonius Rengier und dessen Ehefrau Amalie Rengier, geb. Gerke. Nach dem Besuch der Volksschule absolvierte Rengier das Lyzeum in ihrer Heimatstadt, anschließend das Oberleyzeum St. Michael in Paderborn, verbunden mit der Ausbildung zur Lehrerin. Folgend studierte sie Englisch, Erdkunde, Religion, Philosophie, Deutsch und Pädagogik an den Universitäten von Oxford, Münster, Berlin, Bonn und Marburg. Nach dem Studium war Rengier als Lehrerin an verschiedenen Mädchenschulen tätig, bevor sie Ostern 1921 die Leitung der Berliner „Sozialen Frauenschule des Kath. Frauenbundes Deutschlands“ übernahm. Dort unterrichtete auch Pädagogik und Psychologie. Genannte Bildungseinrichtung leitete Rengier bis zu ihrer Pensionierung im Jahre 1957. Auf ihre Initiative hin konnten Ostern 1926 52 Ordensfrauen im Rahmen eines viermonatigen Nachschulungskurses die staatliche Anerkennung als Wohlfahrtspflegerin erwerben.
1930 gründete Rengier eine Ausbildungsstätte für Seelsorgehelferinnen und Katechetinnen. Die neue Bildungsinstitution ermögliche Absolventinnen der Sozialen Frauenschule die Zusatzqualifikation zur Seelsorgerin/Katechetin zu erwerben.
1933 wurde sie Mitglied im Nationalsozialisten Lehrerbund, aus dem Rengier vier Jahre später wieder austrat, da sie die nationalsozialistische Weltanschauung nicht mehr unterstützen wollte. Trotzdem musste sie von Anfang an bis zum Schluss, entsprechend der gesetzlichen Regelungen, die Ideen des Nationalsozialismus unterrichten:
Schon am 4. Februar 1933 finden wir für Rengiers Psychologie-Unterricht eine Eintragung ihrer Hand im Klassenbuch 'Führer der Masse'. Die unbestechliche Chronik der Klassenbücher erweist in der Folgezeit, daß nationalsozialistisches Gedankengur besprochen worden ist, wie das Gesetz es befahl.
Rengier war langjähriges Vorstandsmitglied des „Vereins katholischer deutscher Lehrerinnen“, der 1883 von Pauline Herber ins Leben gerufen wurde.

## Auszeichnungen
- 1945: Päpstlicher Orden "Pro Ecclesia et Pontifice"
- 1957: Großes Bundesverdienstkreuz mit Stern und Schulterband

## Veröffentlichungen (Auswahl)
- Zur Frage der sozialen Berufe, in: Theologie und Glaube 1923, S. 37–39
- Beobachtungsbogen - Psychogramme in ihrer Anlage unbAusteilung, in: Wochenschrift für katholische Lehrerinnen 1925, S. 15–18
- Ein Blick in Friedrich Wilhelm Webers Dichterwerkstatt, in: Wochenschrift für katholische Lehrerinnen 1925, S. 214–215 u. 225–226
- Probleme der Jugendbewegung, in: Wochenschrift für katholische Lehrerinnen 1926, S. 231–236 u. 241–243
- Akademie für soziale und pädagogische Frauenarbeit, in: Josef Spieler (Hrsg.): Lexikon der Pädagogik der Gegenwart, Bd. 1, Freiburg im Breisgau 1930, S. 23–26
- Casework und Groupwork-Methode. Gedanken zu Grundfragen der Sozialpädagogik, in: Katholische Frauenbildung 1956, S. 271–278
- Wirkende Kräfte in der Familie, Gedanken zur Mädchenerziehung, Hildesheim 1957